# Triméthylsilanol
Le triméthylsilanol (ou TMS), appelé également triméthylhydroxysilane, est un silanol de formule semi-développée (CH3)3SiOH. C'est l'analogue structurel du tert-butanol. 
Il s'agit d'un composé organique dérivé du silane substitué par trois groupes méthyle et un groupe hydroxy. Il peut s'agir d'un produit de dégradation d'un silicone

## Utilisations
Le TMS est utilisé 
- pour appliquer des revêtements hydrophobes sur des surfaces de silicate ou de silice. Il réagit avec les atomes de silicium de la surface du substrat, la recouvrant d'une couche de groupes méthyle. Un exemple commercial en est le sable magique (en).
- comme d'autres silanols, au début des années 2000 il est également envisagé et étudié comme agent antimicrobien[2].

## Contaminant problématique
Le TMS est un contaminant commun de certains déchets organiques urbains ou industriels. 
- Il pose un problème dans les méthaniseurs où il est source de dépôts de silice (sur les pistons, près des bougies...). Il peut être retiré du biogas par congélation, adsorptions ur du charbon de bois ou d'autres méthodes, plus ou moins coûteuses ou nécessitant des régénération ou renouvellement de produits[3] ;
- dans l'atmosphère des vaisseaux spatiaux. Il provient ici du dégazage des divers matériaux à base de silicone[4]. le TMS est potentiellement un produit d'hydrolyse des groupes finaux du polydiméthylsiloxane.